# Международная ассоциация кинокомиссий
Международная ассоциация кинокомиссий (англ. Association of Film Commissioners International, англ. AFCI) — международная организация, включающая более 300 кинокомиссий из 40 стран мира. Предоставляет профессиональное образование, тренинги, бизнес-услуги как для кинокомиссий, входящих в состав, так и для других заинтересованных сторон. Является посредником между кинопроизводителями и кинокомиссиями.

## История
- 1975: Основание AFCI. Несколько кинокомиссий решили объединиться для удобной возможности делиться опытом и знаниями, чтобы удовлетворять растущие требования кинопроизводителей.
- 1983: AFCI зарегистрирована в Вашингтоне.[1]

## Состав
В состав AFCI входят кинокомиссии со всего мира. Это организации, поддерживаемые правительством, целью которых является развитие и продвижение кинопроизводства в своём регионе, что приносит доходы в местный бюджет за счёт привлечения к работе местный персонал, сдачи в аренду оборудования, транспорта и помещений, предоставления отелей, кейтеринга и других услуг.

### Статистика
| По регионам: 61.7%: США 14.1%: Европа 10.9%: Азия и Океания 9.4%: Канада 3.9%: Африка и Латинская Америка                                                   | По стажу: 25.8%: 1–5 лет 20.3%: 6–10 лет 14.8%: 11–15 лет 16.4%: 16–20 лет 7.0%: 21–25 лет 15.6%: более 25 лет                                    | По юрисдикции: 42.2%: страна / регион 26.6%: область / штат 25.0%: город 6.3%: поселение | По структуре: 57.8%: правительственные 42.2%: некоммерческие                                                                               |
| По подчинённости: 45.8%: Министерство экономики 18.1%: туризм 11.1%: Министерство культуры 8.3%: другое 8.3%: выборное 5.6%: независимое 2.8%: общественное | По типу правления: 38.6%: гос. правительство 37.0%: совет директоров 11.8%: комиссионеры 6.3%: консультативный совет 3.9%: другое 2.4%: волонтёры | Финансирование: 56.3%: городской бюджет 31.3%: областной бюджет 14.1%: торговая палата 13.3%: налоговые сборы с отелей 12.5%: пожертвования 12.5%: спонсоры 9.4%: инвесторы 9.4%: Membership Fees | Операционный бюджет: 37.5%: до $50 000 37.5%: $50 000 – $150 000 9.4%: $150 000 – $250 000 4.7%: $250 000 – $400 000 10.9%: более $400 000 |
| Руководитель в занимаемой должности: 66.4%: 1–5 лет 13.3%: 6–10 лет 9.4%: 11–15 лет 7.0%: 16–20 лет 3.9%: более 20 лет                                      | Работники на полный рабочий день: 16.4%: 0 53.1%: 1-2 21.1%: 3-5 7.0%: 6-9 2.3%: более 10                                                         | Основной опыт руководителя: 43.8%: шоу-бизнес 21.1%: кинокомиссия 20.3%: правительство 19.5%: туризм 16.4%: другое 14.8%: бизнес 11.7%: журналистика                                              | Дополнительные офисы 90.6%: нет 9.4%: да                                                                                                   |

### Критерии
Чтобы входить в состав Международной ассоциации, кинокомиссия должна соответствовать следующим критериям:
- Быть одобрена и поддерживаться официальными государственными местными властями
- Предоставлять базовые услуги бесплатно без комиссии
- Избегать конфликтов интересов между официальными задачами кинокомиссии и коммерческими интересами комиссионеров и её работников
- На протяжении всего производства находиться на связи, по запросу всегда предоставлять полный доступ к соответствующим региональным услугам
- Предоставлять поддержку, включая решение вопросов по телефону, электронной почте
- Действовать как посредник между кинопроизводителями и всеми уровнями государственной власти
- Пройти программу обучения AFCI, которая рассчитана для новых кинокомиссий и продолжается 18 месяцев[2]

## Торговая ярмарка регионов
Торговая ярмарка регионов (англ. AFCI Locations Show) — выставка, на которой кинокомиссии представляют свои услуги и доступные локации. Первая ярмарка состоялась в 1985 году, была организована на базе Американской ярмарки фильмов (англ. American Film Market), в ней приняли участие 60 кинокомиссий, 1200 человек. В 1991 году количество посетителей увеличилось втрое, ярмарка была перенесена в Санта-Монику.
Сейчас ярмарка переименована в AFCI Global Finance and Locations Show, в ней участвуют более 200 кинокомиссий и 3000 человек.

В рамках ярмарки с 2014 года проводится Церемония награждения Гильдии локейшн-менеджеров, она призвана привлечь большее количество участников мероприятия.

## Синепозиум
Синепозиум (англ. Cineposium) — мероприятие в сфере образования и бизнес-услуг, проводимое с 1976 года. На семинарах кинокомиссии изучают менеджмент и бизнес-процессы кинопроизводства. Каждый год площадкой становятся разные города, так в 2011 году встреча проходила в пригороде Парижа.

## Тренинги AFCI
AFCI проводит обучение для кинокомиссий, входящих в её состав, а также и для других заинтересованных сторон. Проводятся онлайн-семинары по основам работы кинокомиссий. Предоставляется лицензия для возможности самостоятельного обучения сотрудников в регионе.
AFCI проводит семинары в рамках международных фестивалей, таких как Сандэнс, Каннский кинофестиваль, Берлинский кинофестиваль и Пусанский международный кинофестиваль.

## Журнал Beyond Cinema
Международная ассоциация кинокомиссий с 2012 года выпускает собственный журнал «Beyond Cinema», что можно перевести как «За гранью кино». Издание выходит два раза в год с тиражом 30 000 экземпляров. Кроме распространения по международной подписке, журнал доступен на некоторых фестивалях, а также в электронном виде на официальном сайте.

## Критика
Только около четверти кинокомиссий со всего мира входит в Международную ассоциацию кинокомиссий. По правилам ассоциации кинокомиссия должна официально поддерживаться властями региона, что накладывает ограничения.

### Преимущества
- Быстрое информирование
- Налаженные связи с кинопроизводителями и кинокомиссиями
- Высокий профессиональный уровень